# Welsh International 2003
Die Welsh International 2003 im Badminton fanden vom 4. bis zum 7. Dezember 2003 in Cardiff statt.

## Medaillengewinner
| Disziplin    | Gold                                 | Silber                          | Bronze                            |
| ------------ | ------------------------------------ | ------------------------------- | --------------------------------- |
| Herreneinzel | Irwansyah                            | Niluka Karunaratne              | Toby Honey                        |
| Herreneinzel | Irwansyah                            | Niluka Karunaratne              | Andrew South                      |
| Dameneinzel  | Ella Karachkova                      | Susan Hughes                    | Jill Pittard                      |
| Dameneinzel  | Ella Karachkova                      | Susan Hughes                    | Anna Rice                         |
| Herrendoppel | Kristian Roebuck Ashley Thilthorpe   | Chris Langridge Robin Middleton | Neil Cottrill Martyn Lewis        |
| Herrendoppel | Kristian Roebuck Ashley Thilthorpe   | Chris Langridge Robin Middleton | Andy Frye Chris Tonks             |
| Damendoppel  | Ella Karachkova Anastasia Russkikh   | Laura Choinet Perrine Lebuhanic | Felicity Gallup Joanne Muggeridge |
| Damendoppel  | Ella Karachkova Anastasia Russkikh   | Laura Choinet Perrine Lebuhanic | Kelly Matthews Jenny Wallwork     |
| Mixed        | Alexandr Russkikh Anastasia Russkikh | Chris Langridge Jenny Day       | Stephen Foster Jill Pittard       |
| Mixed        | Alexandr Russkikh Anastasia Russkikh | Chris Langridge Jenny Day       | Robin Middleton Sarah Bok         |